# Эдер (итальянский футболист)
Э́дер Ситадин Мартинс (порт.-браз. Éder Citadin Martins; род. 15 ноября 1986, Лауру-Мюллер, Санта-Катарина), или же просто Э́дер (порт.-браз. Éder; бразильский португальский: [ˈɛdɛʁ]; итальянское произношение: [ˈɛ:der]) — итальянский футболист бразильского происхождения, нападающий клуба «Сан-Паулу». Бывший игрок сборной Италии.

## Клубная карьера
Эдер провёл всего один матч за свой первый профессиональный клуб, бразильскую «Крисиуму». В сезоне 2005/06 он присоединился к молодёжной команде итальянского «Эмполи». За первую команду Эдер дебютировал в следующем сезоне, 18 марта 2007 года в матче против «Лацио». Всего в своём дебютном сезоне он провёл пять встреч. В сезоне 2007/08 Эдер продолжил выступать за клубную «молодёжку», а зимой был арендован «Фрозиноне», где хорошо себя проявил. Летом 2008 года «Фрозиноне» выкупил у «Эмполи» Эдера и защитника Николу Асколи. Сезон 2008/09 форвард провёл просто отлично, забив пятнадцать голов. Затем он вернулся в «Эмполи», где за сезон наколотил двадцать семь мячей. Сезоны 2010/11 и 2011/12 Эдер провёл в клубах Серии А «Брешиа» и «Чезене» соответственно. В 2012 году стал футболистом «Сампдории».
13 июля 2018 года перешёл в китайский «Цзянсу Сунин».
27 марта 2021 года перешёл в состав команды «Сан-Паулу».

## Карьера в сборной
Эдер имеет итальянское гражданство, что даёт ему право выступать за национальную сборную Италии. 21 марта 2015 года он получил свой первый вызов в стан итальянцев.

## Достижения
- Чемпион Китая: 2020
- Чемпион штата Сан-Паулу: 2021